# Eupreponotus
Eupreponotus is een geslacht van rechtvleugeligen uit de familie veldsprinkhanen (Acrididae). De wetenschappelijke naam van dit geslacht is voor het eerst geldig gepubliceerd in 1921 door Uvarov.

## Soorten
Het geslacht Eupreponotus omvat de volgende soorten:
- Eupreponotus inflatus Uvarov, 1921
- Eupreponotus punctatus Singh, 1978